# محمدعلی زم
محمدعلی زم (زادهٔ ۲ آبان ۱۳۳۴) روحانی، تهیه‌کننده، سینماگر و پژوهشگر ایرانی است. او پیش از این معاون فرهنگی و اجتماعی دبیرخانهٔ شورای عالی مناطق آزاد و ویژه اقتصادی ایران بود.
زم رئیس هیئت‌مدیرهٔ انجمن صنفی ویدئو رسانه و صاحب یک مؤسسهٔ سینمایی است. او سال‌ها ریاست حوزهٔ هنری انقلاب اسلامی را بر عهده داشت. محمد علی زم پدر روح‌الله زم است. محمد علی زم همچنین نامزد پنجمین دورهٔ شورای اسلامی شهر تهران در تاریخ بیست و نهم اردیبهشت ۱۳۹۶ بود.

## تحصیلات
- تحصیل دوره سطح در مدارس حقانی، فیضیه، دارالشفا و رسالت حوزه علمیه قم (۵۹–۵۳)
- تحصیل رسایل و مکاسب نزد امامی کاشانی و عبایی خراسانی (۶۳–۵۹)
- تحصیل ده سال درس خارج فقه و اصول نزد آقا مجتبی تهرانی (۷۰–۶۰)

## تدریس
- تدریس فلسفه هنر در دانشگاه سوره (۷۷–۷۶)[نیازمند منبع]
- تدریس فلسفه گردشگری در اسلام در دانشگاه علامه طباطبایی (۸۱–۸۰)[نیازمند منبع]

## سوابق اجرایی
- تشکیل گروه‌های سرود و نمایش و … در مساجد و تکایای غرب، جنوب، جنوب غربی و شرق تهران (پیش از انقلاب)
- فعالیت‌های فرهنگی و هنری در مکان‌های فوق (بعد از انقلاب)
- مدیریت داخلی سازمان تبلیغات اسلامی (۱۳۶۰)[نیازمند منبع]
- جانشین و قائم مقام سازمان تبلیغات اسلامی  (۶۸–۶۰)
- سرپرست حوزه هنری انقلاب اسلامی  (۸۰–۵۹)
- عضو شورای سیاستگذاری صدا و سیما (۷۵–۶۹)
- عضو گروه سیاستگذاری و برنامه‌ریزی وزارت فرهنگ و ارشاد اسلامی(۶۲–۶۰)
- رئیس ستاد فرهنگی هنری دفاع مقدس (سازمان تبلیغات اسلامی) (۶۸–۶۰)
- عضو شورای هماهنگی تبلیغات اسلامی (۶۵–۵۹)
- همکاری با سازمان عقیدتی- سیاسی ارتش (۶۲–۵۸)
- عضویت در شورای نهادهای انقلاب اسلامی (۶۵–۵۹)
- دو دوره نماینده قوه قضاییه در شورای نظارت صدا و سیما (۷۵–۶۹)
- مدیر مسئول یازده مجله تخصصی هنری و ادبی (سوره، سوره نوجوان، شعر، ادبیات داستانی، هنرهای تجسمی، صحنه (تئاتر)، نقد سینما، مقام (موسیقی)، مهر، بازار فرهنگ، عروس) (۸۰–۷۰)
- رئیس مدرسه کارگاهی فیلمنامه‌نویسی (۸۰–۷۰)[نیازمند منبع]
- رئیس دانشگاه سوره (۸۰–۷۵)[نیازمند منبع]
- رئیس هیئت مدیره باشگاه پرسپولیس (۸۰–۷۸)[نیازمند منبع]
- مؤسس تعاونی اعتباری شهر (بانک شهر) (۷۹)
- مؤسس مؤسسه قرض الحسنه برگ سبز هنرمندان ([نیازمند منبع]به هدف رسیدن به تأسیس بانک فرهنگ) (۷۳)[نیازمند منبع]
- رئیس سازمان فرهنگی و هنری شهرداری تهران به توصیه سید علی خامنه‌ای (۸۲–۷۹)[نیازمند منبع]
- معاون فرهنگی واجتماعی شهرداری تهران (۸۲–۸۰)
- رئیس هیئت مدیره انجمن صنفی ویدئو رسانه کشور (۹۰–۸۴)
- عضو هیئت مدیره اتحادیه مؤسسات ویدئو رسانه (۹۲–۸۹)
- رئیس هیئت مدیره و مدیرعامل بنیان فرهنگ و هنر ایرانیان (۸۲-اکنون)
- تربیت بسیاری از هنرمندان انقلاب اسلامی سکاندار در تولید، آموزش و پژوهش و مدیریت‌های هنری در صدا و سیما، وزارت فرهنگ و ارشاد اسلامی، کانون پرورش فکری کودکان و نوجوانان و حوزه هنری و دفاتر بخش خصوصی[نیازمند منبع]
- افزایش شمار مراکز فرهنگی در مدت ریاست سازمان فرهنگی و هنری شهرداری تهران از ۷۸ باب به ۲۸۷ باب [نیازمند منبع]
- تأسیس خانه خورشید مرکز الگوسازی تولید و ارائه غذاهای اسلامی (۸۴–۸۹)[نیازمند منبع]
- فراگیری دوره طب جدید «سوجوک» و کاراتراپی (۸۹-اکنون)[نیازمند منبع]

## آثار
کتاب‌ها:
- آبی جان، نوشته‌های ماه رمضان، محمدعلی زم، ناشر: زعیم - ۱۳۸۳
- فردا برای کیست؟، مجموعه یادداشتهای مهر، محمدعلی زم، ناشر: زعیم، ۱۳۸۲
- پرسپولیس، به رنگی که هرگز ندیده‌اید، محمدعلی زم و پشت پرده پرسپولیس، محمدعلی زم، بهرام صبور، ناشر: زعیم - ۱۳۸۲
- فرهنگ مدیریت شهری، محمدعلی زم، ناشر: زعیم - ۱۳۸۳
- مدیریت فرهنگی شهر، محمدعلی زم، ناشر: زعیم - ۱۳۸۳
- از همین روزن گشوده به دود، محمدعلی زم، ناشر: تلخون - ۱۳۸۱
- بچه‌های خیابان، محمدعلی زم، ناشر: تلخون - ۱۳۸۲
- اصالت و رسالت زن[نیازمند منبع]
- خط امام[نیازمند منبع]
- نگرشی تحلیلی به دوره نخست تاریخ اسلام[نیازمند منبع]
- کودکان خیابانی[نیازمند منبع]
- یک هست از هزاران باید[نیازمند منبع]
- همه عدالت[نیازمند منبع]
- جان جهانی (رساله در باب گرشگری)[نیازمند منبع]
- منافع ریا و مضرات سیگار!![نیازمند منبع]
- جمهور جهانی شیعه[نیازمند منبع]
- الهی نامه محله توحید (کنکاشی در مهندسی بنیان-های سبک زنگی قرآنی) برنده جایزه نخست جشنواره شمسه[نیازمند منبع]
- امپراتوری اعتدال (کاوشی در نظریه‌شناسی دینی خط تعادل)[نیازمند منبع]

### فیلم‌ها
- دموکراسی تو روز روشن (تهیه‌کننده)